# Sayonara Zetsubō-sensei

Scena tratta dall'anime

Sayonara Zetsubō-sensei (さよなら絶望先生,?, lett. Addio professor Disperazione) è un manga creato da Kōji Kumeta, pubblicato sul Weekly Shonen Magazine dall'aprile 2005 al marzo 2012 ed adattato in tre serie anime più un OAV. Fin dalle prime immagini è chiaro che i toni siano da commedia demenziale condita con abbondante humor nero, facendo un costante riferimento alla disperazione e al suicidio come unica via d'uscita a qualsiasi situazione.

## Trama
Nozomu Itoshiki è un professore delle superiori particolarmente pessimista, angosciato dall'assenza di valori positivi dell'era moderna e che spesso e volentieri, per uscire da questo stato d'ansia in cui precipita, tenta il suicidio. Neanche a farlo apposta, il suo nome se scritto in orizzontale può essere letto "Disperazione". Di questo si accorge una delle sue allieve, l'ultracarismatica Kafuka Fūra, talmente ottimista da arrivare a sembrare stupida. La ragazza tenterà in ogni modo durante la serie di trovare il lato positivo di ogni cosa per risollevare il morale del professore e verrà affiancata da una miriade di casi umani e personaggi bizzarri che graviteranno attorno a Nozomu, spingendolo, nonostante gli sforzi opposti, sempre più nella spirale della disperazione.

## Personaggi

### Famiglia Itoshiki
- Nozomu Itoshiki (糸色 望, doppiato da Hiroshi Kamiya) - il personaggio principale. Estremamente pessimista e tendente costantemente al suicidio, è il professore di una classe di personaggi bizzarri, alcuni dei quali per un motivo o per un altro si innamorano di lui rovinandogli ancora di più l'esistenza.
- Rin Itoshiki (糸色 倫, doppiata da Akiko Yajima) - sorella minore di Nozomu, maestra dell'arte Ikebana. Quando il suo nome è scritto in orizzontale assomiglia alla parola zetsurin (绝伦, "impareggiabile"), che descrive il suo eccezionale talento in diverse competenze. Tuttavia si arrabbia parecchio se si sente chiamata così, dato che la parola è spesso usata come slang per le prestazioni sessuali. Ha rivelato la sua volontà di sposarsi fuori della famiglia Itoshiki nella speranza di abbandonare il suo nome indesiderato. Crescendo privilegiata, ha idee sbagliate circa la povertà e organizza del "turismo nelle zone povere". Rin si trasferisce nella scuola di Nozomu e diventa una studentessa della sua classe, dopo di che (come gag) fa spesso vedere allo spettatore/al pubblico il sedere (in una parodia di Shin-chan, doppiato anch'esso da Akiko Yajima).
- Mikoto Itoshiki (糸色 命, doppiato da Hiroshi Kamiya) - fratello di Nozomu, è fisicamente uguale a lui, ma caratterialmente è una persona normale. È un dottore ed ha un figlio. In compenso il suo nome, se scritto in orizzontale, assomiglia a zetsumei, che significa "Morte". Per tal motivo la sua clinica è poco frequentata. Ha la tendenza di perdere il controllo se viene chiamato "Zetsumei- sensei" (Dr. Morte).
- Kei Itoshiki (糸色 景, doppiato da Takehito Koyasu) - fratello di Nozomu, è un pittore surrealista.
- Majiru Itoshiki (糸色 交, doppiato da Akiko Yajima) - nipote di Nozomu. Inizialmente viene scambiato per suo figlio per via della sua grande somiglianza con lo zio.
- Tokita (時田, doppiato da Yūji Ueda) - il maggiordomo della famiglia Itoshiki. Viene chiamato Sebastian dagli studenti di Nozomu.

### Studentesse
- Kafuka Fūra (風浦 可符香, doppiata da Ai Nonaka) - estremamente ottimista, trova il lato positivo in ogni cosa, persino nell'impiccagione, che considera un metodo per "diventare più alti" (a prova di ciò afferma che anche i suoi genitori ci hanno provato, nei momenti difficili, ignorando a quanto pare che stavano solo tentando di suicidarsi). Per tal motivo a volte sembra persino stupida. Arriva anche a pagare una quota giornaliera al professor Nozomu per poterlo chiamare col nome che vuole.
- Chiri Kitsu (木津 千里, doppiata da Marina Inoue) - precisa e pragmatica, a cominciare dai suoi capelli è una maniaca dell'ordine e della perfezione. Si innamora di Nozomu e più di una volta diventa gelosa.
- Abiru Kobushi (小節 あびる, doppiata da Yūko Gotō) - costantemente coperta di bende e cerotti (per cui inizialmente il professore crede sia vittima di abusi in famiglia), in realtà adora gli animali e gioca spesso con quelli dello zoo e per questo motivo viene graffiata o incorre in incidenti. È una feticista di code di animali e ne ha un'intera collezione.
- Nami Hitō (日塔 奈美, doppiata da Ryoko Shintani) - viene considerata una ragazza normale da tutti. La tipica ragazza giapponese. E questo, ripetuto in continuazione come se fosse una cosa brutta, la fa imbestialire.
- Harumi Fujiyoshi (藤吉 晴美, doppiata da Miyu Matsuki) - fungirl feticista delle orecchie da gatto e amante del genere yaoi, disegna lei stessa numerosi dōjinshi.
- Maria Tarō Sekiutsu (関内・マリア・太郎, doppiata da Miyuki Sawashiro) - una immigrata clandestina che ha comprato il certificato scolastico da uno studente maschio e frequenta la scuola grazie a questo.
- Meru Otonashi (音無 芽留) - una ragazza timida che non parla mai se non attraverso l'uso dei messaggi via cellulare che si rivelano essere sempre molto scortesi e acidi.
- Kaere Kimura (木村 カエレ, doppiata da Yū Kobayashi) - bionda, formosa, Kimura è una studentessa che ha studiato all'estero. Tornata in Giappone soffre di uno sdoppiamento di personalità: metà giapponese e metà straniera, si trova spesso a criticare atteggiamenti del sol levante. Fonte inesauribile di fanservice della serie.
- Kiri Komori (小森 霧, doppiata da Asuka Tanii) - una hikikomori (che porta sempre sulle spalle una coperta, come a proteggersi dall'esterno) che si innamora perdutamente del professore Nozomu quando questo tenta di farle lasciare casa per tornare a scuola. Da quel momento vive negli armadi della scuola o nelle stanze abbandonate, finché non incontra la professoressa Chie Arai con cui instaura un rapporto "particolare".
- Matoi Tsunetsuki (常月 まとい, doppiata da Asami Sanada) - una stalker ossessionata dall'oggetto del suo amore che arriva a chiamare ogni cinque minuti il proprio ragazzo e lo insegue ovunque di nascosto. Quando si innamora del professore Nozomu arriva persino a vivere in casa sua.
- Ai Kaga (加賀 愛, doppiata da Saori Gotō) - una studentessa con l'insana abitudine di credere che tutti i mali del mondo siano colpa sua e per questo si scusa di ogni cosa che fa.
- Mayo Mitama (三珠 真夜, doppiata da Asuka Tanii) - una ragazza con lo sguardo malvagio. Questo fa sì che ogni persona pensi che in realtà sia buona, tentando in ogni modo di non giudicarla dalle apparenze. Ma in realtà è veramente malvagia.

### Studenti
- Kagerō Usui (臼井 影郎, doppiato da Yuji Ueda) - uno studente con problemi di calvizie che non viene mai notato da nessuno, se non quando la sua fronte stempiata viene messa in risalto. È il rappresentante di classe anche se nessuno se ne ricorda mai.
- Jun Kudō (久藤 准, doppiato da Takahiro Mizushima) - un talentuoso cantore di storie.

### Altri
- Chie Arai (新井 智惠, doppiata da Akiko Yajima) - gestisce il punto d'ascolto della scuola e si ritrova puntualmente ad ascoltare le farneticazioni del professor Nozomu, tentando di volta in volta di scoraggiarlo dal commettere suicidio. Appare spesso in piccoli sketch al solo fine di fornire un po' di fanservice, sia da sola che con Kiri Komori.

## Anime

### Sayonara Zetsubō-sensei
| Nº | Titolo italiano Giapponese 「Kanji」 - Rōmaji | In onda           | In onda |
| Nº | Titolo italiano Giapponese 「Kanji」 - Rōmaji | Giapponese        |         |
| 1  | Addio, professor disperazione 「さよなら絶望先生」 - Sayonara zetsubou sensei | 7 luglio 2007     |         |
| 2  | La luce alla fine del tunnel 「トンネルを抜けると白かった」 - Tonneru o nukeru to shirokatta | 14 luglio 2007    |         |
| 3  | Attraverso questa nazione 「その国を飛び越して来い」 - Sono kuni o tobikoshite koi | 21 luglio 2007    |         |
| 4  | 「ヒジニモ負ケズ ヒザニモ負ケズ」 - Hiji ni mo makezu hiza ni mo makezuNon posso vivere senza un'antenna 「アンテナ立ちぬ いざ生きめやも」 - Antena tachinu iza ikime ya mo                                                 | 28 luglio 2007    |         |
| 5  | 「身のたけくらべ」 - Mi no take kurabeVia le tossine ed il pudore 「シミと毒だし」 - Shimi to doku dashi | 4 agosto 2007     |         |
| 6  | Fai attenzione prima di guardare qualcuno 「見合う前に跳べ」 - Miau mae ni tobe | 11 agosto 2007    |         |
| 7  | 「仮名の告白」 - Kamei no kokuhakuUna mattina mi sono svegliata ed ero su un altare 「ある朝, グレゴール·ザムザが目をさますと神輿を担いでいた」 - Aru asa, Guregouru Zamuza ga me o samasu to mikoshi o katsuide ita        | 18 agosto 2007    |         |
| 8  | Sono destinato ad essere un emarginato 「私は宿命的に日陰者である」 - Watashi wa shukumeiteki ni hikagemono de aru | 25 agosto 2007    |         |
| 9  | Le primule notturne sul Fuji sono un errore 「富士に月見草は間違っている」 - Fuji ni tsukimisou wa machigatte iru | 1º settembre 2007 |         |
| 10 | 「一人の文化人が羅生門の下で雨やどりしていた」 - Hitori no bunkajin ga Rashoumon no shita de amayadori shite itaGli yatsuhashi crudi devono essere cotti 「生八ツ橋を焼かねばならぬ!」 - Nama-yatsuhashi o yakaneba naranu! | 8 settembre 2007  |         |
| 11 | Ehi, non puoi farlo! Quello è l'originale 「あれ 不可よ 原作があるじゃないかね」 - Are ikenai yo gensaku ga aru ja nai ka ne                                                                                                | 16 settembre 2007 |         |
| 12 | Davvero, è una seccatura! 「なんたる迷惑であることか!」 - Nan taru meiwaku de aru koto ka! | 23 settembre 2007 |         |

## Sigle della prima serie

### Apertura
1. Hito to shite Jiku ga Burete iru 人として軸がぶれている - di Kenji Ōtsuki con Ai Nonaka, Marina Inoue, Yū Kobayashi, Miyuki Sawashiro e Ryōko Shintani
2. Gōin ni Mai Yeah~ 強引niマイYeah～ - di Ai Nonaka, Marina Inoue, Yū Kobayashi e Ryōko Shintani

### Chiusura
1. Zessei Bijin 絶世美人 - di Ai Nonaka, Marina Inoue, Yū Kobayashi e Ryōko Shintani